# Microphone
Microphone è un film del 2010 diretto da Ahmad Abdalla.
Il film è stato presentato  al Festival del cinema africano, d'Asia e America Latina di Milano 2011.

## Trama
Nuova generazione di artisti e musicisti ad Alessandria d'Egitto e la complessità delle loro vite.
Khaled torna in città dopo anni passati negli USA, ha perso i suoi riferimenti affettivi e si ritrova a vagabondare per la città dove scopre una nuova famiglia, quella dell'arte underground, della musica hip hop sui marciapiedi, delle bande rock femminili sulle terrazze, dei graffitari che animano la notte, dei videomaker indipendenti per le strade. Il giovane skater Yacine gli fa da guida in questo mondo parallelo. Khaled rimane affascinato e decide di aiutare il movimento ad organizzare, tra mille difficoltà, un grande concerto.

## Riconoscimenti
- Giornate cinematografiche di Cartagine
  - Tanit d'oro
- Festival Internazionale del Cinema del Cairo
  - Miglior film arabo
- Dubai International Film Festival
  - Miglior Montaggio
- 2011 - International Istanbul Film Festival
  - Tulipano d'oro